# Slotsgadekollegiet
55°23′49.19″N 10°22′59.89″Ø / 55.3969972°N 10.3833028°Ø
Slotsgadekollegiet er et tre-etagers lejlighedskollegie beliggende lige ved gågaderne i centrum af Odense, som blev renoveret og indviet i 1983.
Kollegiet er indrettet i en fredet bygning som tidligere var cykelfabrik.
|  | Denne artikel om en bygning eller et bygningsværk kan blive bedre, hvis der indsættes et (bedre) billede. Du kan hjælpe ved at afsøge Wikimedia Commons for et passende billede eller lægge et op på Wikimedia Commons med en af de tilladte licenser og indsætte det i artiklen. |